# دهستان چشمه زیارت
دهستان چشمه زیارت نام دهستانی در بخش مرکزی شهرستان زاهدان، استان سیستان و بلوچستان در ایران است. مرکز این دهستان روستای چشمه خان محمد است.

## جمعیت
بر اساس سرشماری مرکز آمار ایران در سال ۱۳۹۵، جمعیت آن ۳۴،۶۹۳ نفر (۵۴۴۵ خانوار) بوده‌است.